# Espai de Hilbert
En matemàtiques, el concepte d'espai de Hilbert és una generalització del concepte d'espai euclidià. Aquesta generalització permet que nocions i tècniques algebraiques i geomètriques aplicables a espais de dimensió dos i tres s'estenguin a espais de dimensió arbitrària, incloent espais de dimensió infinita. Exemples de tals nocions i tècniques són la d'angle entre vectors, ortogonalitat de vectors, el teorema de Pitàgores, projecció ortogonal, distància entre vectors i convergència d'una successió. El nom donat a aquests espais és en honor del matemàtic David Hilbert qui els va utilitzar en el seu estudi de les equacions integrals.
Més formalment, es defineix com un espai de producte interior que és complet respecte a la norma vectorial definida pel producte interior. Els espais de Hilbert serveixen per aclarir i generalitzar el concepte de sèries de Fourier, certes transformacions lineals tals com la transformació de Fourier i són fonamentals en la formulació matemàtica de la mecànica quàntica.
Els espais de Hilbert i les seves propietats s'estudien dins de l'anàlisi funcional.

## Descripció formal
Un espai de Hilbert és un espai vectorial complet proveït d'un producte escalar. Per definició, doncs, també és un espai de Banach. A causa de la presència d'un producte interior, un espai de Hilbert té propietats geomètriques útils addicionals que no es troben en un espai de Banach; aquestes propietats es poden aprofitar per simplificar l'anàlisi o obtenir resultats més forts. Per exemple, en un espai de Hilbert existeixen operadors de projecció sobre subespais tancats de l'espai, fet que fa que aquests siguin molt importants en certes branques de les matemàtiques, com ara les teories d'optimització i aproximació.
Tot espai de Hilbert és isomòrfic al seu espai dual. A més, un espai de Hilbert és real quan aquest equival al seu propi espai dual. Segons el teorema de representació de Riesz, tota funció lineal contínua complexa sobre un espai de Hilbert real pot ser expressada com el producte interior d'elements d'aquell espai amb algun element fix de l'espai.

## Història

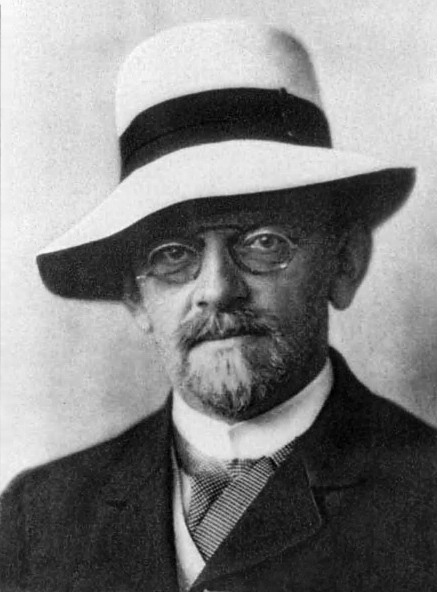
David Hilbert

Abans del desenvolupament dels espai de Hilbert, els matemàtics i els físics coneixien altres generalitzacions dels espais euclidians. En particular, la idea d'un espai lineal abstracte (espai vectorial) havia guanyat una certa tracció a finals del segle XIX: es tracta d'un espai els elements del qual es poden sumar i multiplicar per escalars (ja siguin nombres reals o complexos) sense necessàriament identificar aquests elements amb vectors "geomètrics", com ara la posició o el moment en sistemes físics. Els matemàtics també van estudiar altres objectes a principis del segle xx, en particular els espais de successions (incloses les sèries) i els espais de funcions, també es poden incloure en la categoria d'espais lineals de forma natural. Les funcions, per exemple, poden ser sumades o multiplicades per escalars, i aquestes operacions obeeixen les lleis algebraiques satisfetes per l'addició i la multiplicació escalar dels vectors espacials.
En la primera dècada del segle xx, desenvolupament paral·lels van donar lloc a la introducció dels espais de Hilbert. El primer d'aquests va ser l'observació, que va sorgir en l'estudi de David Hilbert i Erhard Schmidt de les equacions integrals, que dues funcions reals de quadrat integrable f i g en un interval [a, b] tenen un producte escalar
{\displaystyle \langle f,g\rangle =\int _{a}^{b}f(x)g(x)\,\mathrm {d} x}
que té moltes de les propietats familiars del producte escalar euclidià. En particular, la idea d'una família de funcions ortogonals té sentit. Schmidt va explotar la similaritat del producte escalar amb el productes escalar clàssic per demostrar un anàleg de la decomposició espectral d'un operador de la forma
{\displaystyle f(x)\mapsto \int _{a}^{b}K(x,y)f(y)\,\mathrm {d} y}
on K és una funció contínua simètrica en x i y. La expansió en funcions pròpies resultant expressa la funció K com una sèrie de la forma
{\displaystyle K(x,y)=\sum _{n}\lambda _{n}\varphi _{n}(x)\varphi _{n}(y)}
on les funcions φn són ortogonals en el senetit que ⟨φn, φm⟩ = 0 per tot n ≠ m. Els termes individuals en aquesta sèrie solen rebre el nom de solucions de producte elemental. Tanmateix, hi ha expansions en funcions pròpies que no convergeixen en un cert sentit a funcions de quadrat integrable: l'ingredient que falta, que assegura la convergència, és la completesa.
El segon desenvolupament va ser la integral de Lebesgue, una alternativa a la integral de Riemann introduïda per Henri Lebesgue l'any 1904. La integral de Lebesgue va fer possible integrar una classe molt més extensa de funcions. L'any 1907, Frigyes Riesz i Ernst Sigismund Fischer van demostrar independentment que l'espai L2 de funcions de quadrat Lebesgue-integrable és un espai complet. Com a conseqüència de la interacció entre la geometria i la completesa, els resultats del segle XIX de Joseph Fourier, Friedrich Bessel i Marc Antoine Parseval en sèries trigonomètriques va desenvocar fàcilment a espais més generals, donant lloc a un aparat geomètric i analíitic actualment conegut com el teorema de Riesz–Fischer.
A principis del segle xx, es van demostrar encara més resultats bàsics. Per exemple, Maurice Fréchet i Frigyes Riesz van establir independentment el teorema de representació de Riesz l'any 1907. John von Neumann va encunyar el terme espai de Hilbert abstracte en la seva obra operadors hermítics no fitats. Tot i que altres matemàtics com Hermann Weyl i Norbert Wiener ja havien estudiat espais de Hilbert particulars molt detalladament, sovint amb un punt de vista motivat per la física, von Neumann en va donar per primera vegada un tractament complet i axiomàtic. Posteriorment, von Neumann va usar els espais de Hilbert en la seva obra fundacional sobre la mecànica quàntica, i en la seva obra posterior amb Eugene Wigner. El nom "espai de Hilbert" va ser adoptat ben aviat per altres autors, per exemple per Hermann Weyl en el seu llibre sobre mecànica quàntica i la teoria de grups.
La significació del concepte d'un espai de Hilbert va ser ressaltat pel fet que ofereix la millor formulació matemàtica de la física quàntica. Breument, els estats d'un sistema de mecànica quàntica són vectors en un cert espai de Hilbert, els observables són operadors hermítics en aquest espai, les simetries del sistema són operadors unitaris, i les mesures són projeccions ortogonals. La relació entre les simetries de la mecànica quàntica i els operadors unitaris proporcionava un impuls per al desenvolupament de la teoria de la representació unitària de grups, iniciada en l'obra de Hermann Weyl de 1928. D'altra banda, a principi de la dècada de 1930 va quedar clar que la mecànica clàssica es podia descriure en termes d'espais de Hilbert (en el que es coneix com mecànica clàssica de Koopman–von Neumann) i que certes propietats dels sistemes dinàmics clàssics es poden analitzar utilitzant tècniques de l'espai de Hilbert en el marc de la teoria ergòdica.
L'àlgebra dels observables en mecànica quàntica és naturalment una àlgebra d'operadors definida en un espai de Hilbert, segons la formulació de la troria quàntica de Werner Heisenberg basada en matrius. Von Neumann va començar a investigar l'àlgebra d'operadors als anys 1930, com a anells d'operadors en un espai de Hilbert. El tipus d'àlgebres estudiades per von Neumann i els seus contemporanis es coneixen ara com àlgebres de von Neumann. En els anys 1940, Izraïl Gelfand, Mark Naimark i Irving Segal van donar una definició d'un tipus d'àlgebres d'operadors anomenat C*-àlgebra que d'una banda no feia cap referència a un espai de Hilbert subjacent, i d'altra banda extrapolava moltes de les propietats útils de les àlgebres d'operadors que havien estat estudiades anteriorment. Es va generalitzar el teorema espectral per a operadors hermítics en particular, que conté gran part de la teoria dels espais de Hilbert, a C*-àlgebres. Aquestes tècniques són ara claus en anàlisi harmònica abstracta i en teoria de la representació.

## Utilitats en física quàntica
Els espais de Hilbert tenen un paper fonamental en la teoria física de la mecànica quàntica. Es postula que l'estat en la representació d'Schrödinger d'un sistema mecànic quàntic correspon a un vector unitari d'un espai de Hilbert, i les quantitats físiques "observables" es postulen com a operadors autoadjunts en aquest espai. Els estats serveixen per assignar propietats estadístiques als observables del sistema.